# Karalyos Gábor
Karalyos Gábor (Bonyhád, 1980. január 25. –) magyar színész.

## Életpályája
1980-ban született Bonyhádon. 2002-ben végzett a Színház- és Filmművészeti Egyetem színész-szakán, Benedek Miklós osztályában. A diploma után egy évig a Veszprémi Petőfi Színház és a Soproni Petőfi Színház tagja is volt egyszerre. Legelső filmje a Moszkva tér volt, amely nagy sikert aratott. 2004–2009 között a Radnóti Miklós Színház tagja volt. 2009-től szabadúszó. Szerepelt az egri Gárdonyi Géza Színházban, a kaposvári Csiky Gergely Színházban, játszik többek között a Váci Dunakanyar Színházban és Gózon Gyula Kamaraszínház is.
2010-ben három hét erejéig Kertész Géza szerepébe bújt a Barátok köztben, mivel Németh Kristóf ekkor lábra sem tudott állni. 2019–2021 között Somogyi Levente karakterét alakította a sorozatban.

## Színházi szerepei
- William Shakespeare: Athéni Timon....Festő
- William Shakespeare: Sok hűhó semmiért... Don Pedro; Boracchio
- William Shakespeare - Kiss Csaba: Hazatérés Dániába....Herceg, az előző király fia, a mostaninak unokaöccse
- Anton Pavlovics Csehov: Cseresznyéskert....Csavargó
- Alekszandr Nyikolajevics Osztrovszkij: Jövedelmező állás....Onyiszim Panfilics Belogubov
- Ben Jonson: Volpone....Szolga
- Carlo Goldoni: Karneválvégi éjszaka....Baldissera, legény
- Carlo Goldoni: A chioggiai csetepaté....Toni (Antonio)
- Carlo Goldoni: A hazug....Florindo, Rosaura titkos imádója
- Pirandello: IV. Henrik....Carlo di Nolli, fiatal gróf
- Eduardo De Filippo: Nápolyi kísértetek....Gastone Califano (szabad lélek)
- Albert Camus: Caligula....Caligula; A fiatal Scipio
- Brian Friel: Pogánytánc....Michael, narrátor
- Oscar Wilde: Az ideális férj....Mason
- Oscar Wilde: Bunbury....Merriman, főkomornyik
- Georges Feydeau: Esküvőtől válóperig....Gérard
- Frank Wedekind: Lulu....Alwa Schön
- Jean-Paul Sartre: Zárt tárgyalás....Garcin
- Janusz Głowacki: Negyedik nővér....Kolja
- Thomas Mann – Joseph Bédier – Illés Endre – Németh Ákos : Trisztán és Izolda....Trisztán
- Sławomir Mrożek: A púpos....Diák
- Miroslav Krleža: Szentistvánnapi búcsú....szereplő
- Paul Gavault - Robert Charvay : A csodagyermek....Irén (férfi)
- David Speidler: A király beszéde....Stanley Baldwin
- Évelyne de la Chenelière: Eper januárban....Robert
- Christopher Durang: Fürdővízzel a gyereket....Daisy
- Hanoch Levin: Átutazók....Alfonz, Zigi barátja
- Alan Alexander Milne: Micimackó....Bagoly; Kanga; Zsebibaba
- Kosztolányi Dezső-Forgách András: Aranysárkány....Csajkás Tibor
- Térey János: Asztalizene....Krisztián (belsőépítész, díszlettervező)
- Székely János: Mórok....Benkő, kolléga, Szabédi tanítványa
- Háy Gyula: Mohács....II. Lajos
- Szakonyi Károly: Adáshiba....Emberfi, albérlő Bódogéknál
- Eisemann Mihály - Nóti Károly - Zágon István: Hippolyt, a lakáj....Nagy András
- Vajda Anikó: Szerelem@könyv.hu....Karesz
- Bereményi Géza–Kovács Krisztina: Apacsok....Szilaj Ló
- John Kander - Fred Ebb: Cabaret....Cliff Bradshow
- Ábrahám Pál: Bál a Savoyban....René
- Eisemann Mihály-Baróti Géza- Dalos László: Bástyasétány '77....Szatmári Péter, festőművész
- Jean-Paul Sartre: Zárt tárgyalás....Garcin

## Filmjei
| - Egyszer élünk (2000) - Moszkva tér (2001) (Petya) - Főpróba (2002) - A miskolci boniésklájd (2004) (Pali) - Poligamy (2009) - Az ügynökök a paradicsomba mennek (2010) - Illúziók (2010) - Sherlock Hmes nevében (2012) - Coming out (2013) - Seveled (2019) | - Kelj fel és járj! (2007) (Balogh Áron) - Kisváros (2001) (Németh Ákos) - Kávéház (2001) - Presszó (2008) - Apacsok (2010) - Fapad (2015) - A mi kis falunk (2019) - Barátok közt (2010) Kertész Géza / (2019–2021) (Somogyi Levente) - A besúgó (2022) (Jónás atya) |

## Díjai, elismerései
- 2007. Radnóti-NOKIA-díj - legjobb színész